# Utfartssignal
En utfartssignal reglerar tågs gång från en järnvägsstation ut på en sträcka som saknar linjeblockering. Utfartssignalen styrs av stationens ställverk och manövreras av en tågklarerare.
På Trafikverkets järnvägar används begreppet utfartssignal även på stationer vid sträcka med linjeblockering.